# Ellington, Northumberland
Ellington är en by i civil parish Ellington and Linton, i grevskapet Northumberland, i England. Orten har 2 348 invånare (2001).